# Здание Ленинградского областного совета депутатов
Здание Ленинградского областного совета депутатов — здание в стиле советского модернизма. Расположено в Центральном районе Санкт-Петербурга, современный адрес дома — Суворовский проспект, 67а.
Здание построено в 1975—1981 годах, архитекторы — Д. Гольдгор, К. Емельянов, Ю. Ситников. Высота здания — 23,3 м, как и высота Смольного института. На главном фасаде сделаны пилоны на всю высоту здания, так, что он напоминает шестиколонный портик, стены облицованы светлым саарским доломитом. У здания вертикальный ритм, хорошее освещение, видимость со всех мест в конференц-залах. Главный зал рассчитан на 500 мест, его плафон сделан из светлых сортов дерева.
Согласно Алексею Ярэме, результат реконструкции прилегающего к Смольному района, включавшей постройку этого здания — лишь превращение трёх гектаров города в пустырь через уничтожение около 50 исторических зданий (включая Аракчеевские казармы и больницу святой Ольги, конкретно это здание построено на месте бань Гавриловой) и деградация Лафонской улицы, концов Шпалерной, Кавалергардской и Ставропольской, построенные на месте снесённых здания были названы «уродливыми партийными „чемоданами“». Официальный отзыв говорил об усилении чёткости и стройности системы ранее сложившихся ансамблей, замене ветхих и малоценных построек — согласно одному из разработчиков генпланов Ленинграда Александру Наумову и Валентину Каменскому, «художественные достоинства некоторых ансамблей и композиционных схем были утрачены в период стихийного развития капиталистического города», и произведённые изменения должны были это исправить.
Здание занимает Администрация Ленинградской области.